# Cantonul Asnières-sur-Seine-Sud
Cantonul Asnières-sur-Seine-Sud este un canton din arondismentul Nanterre, departamentul Hauts-de-Seine, regiunea Île-de-France, Franța.

## Comune
| Comune                              | Populație (1999) | Cod poștal | Cod INSEE |
| ----------------------------------- | ---------------- | ---------- | --------- |
| Asnières-sur-Seine, commune entière | 81.666           | 92.600     | 92 004    |